# Jana Andrsová
Jana Andrsová, provdaná Večtomová, (8. srpna 1939 Praha – 16. února 2023 Praha) byla česká herečka a baletka. V roce 1957 absolvovala Taneční konzervatoř v Praze v oboru balet. Roku 1973 začala působit jako primabalerína v souboru Laterna magika.

## Filmografie
- Strakonický dudák (1955) – lesní panna
- Jak se Franta naučil bát (1959) – mlynářova dcera Verunka
- Rusalka (1962) – Rusalka
- Hoffmannovy povídky (1962) – OLYMPIA – Olympia
- Dvanáctého (1963) – tanečnice
- Svět je báječné místo k narození (1968) – sama sebe
- Bludiště moci (1969) – balerína
- Kočičí princ (1978) – maminka